# Teodor Atanacković
Teodor Atanacković (en serbe cyrillique : Теодор Атанацковић ; né le 2 novembre 1945 à Sibač) est un mécanicien serbe. Il est membre de l'Académie serbe des sciences et des arts et membre et secrétaire de la section de Novi Sad de l'Académie serbe des sciences et des arts.
Son domaine de recherches  est la mécanique et, plus particulièrement, la mécanique des milieux continus et la mémoire de forme.

## Biographie
Né à Sibač près de Pećinci, Teodor Atanacković effectue ses premières études à Novi Sad puis il suit les cours du département de génie thermique de la Faculté de technologie de la ville et y obtient un diplôme en 1969. Il poursuit alors ses études aux États-Unis. En 1973, il obtient un master au département de mécanique de l'université du Kentucky à Lexington puis, en 1974, un doctorat de la même faculté.
À partir de 1975, il travaille au département de mécanique de la Faculté de sciences techniques de l'université de Novi Sad et y est élu professeur titulaire en 1988. Entre 1982 et 1995, il passe deux ans à l'université technique de Berlin grâce à une subvention de la Fondation Alexander-von-Humboldt. Entre 2003 et 2005, il est le coordinateur serbe d'un projet commun avec l'université technique de Berlin.
De 2006 à 2010, Teodor Atanacković est membre du Conseil national pour l'enseignement supérieur de la république de Serbie ; il devient président du Département de mécanique de l'Institut de mathématiques de l'Académie serbe des sciences et des arts. En 2000, il a été élu membre correspondant de cette académie et, en 2009, membre titulaire.